# Stellognatha maculata
Stellognatha maculata – gatunek chrząszcza z rodziny kózkowatych i podrodziny zgrzypikowych. Jedyny przedstawiciel rodzaju Stellognatha.

## Zasięg występowania
Endemit Madagaskaru.

## Budowa ciała
Osiąga 23-35 mm długości ciała. Żuwaczki duże i masywne, szczególnie u samców. Czułki dłuższe od ciała u obu płci.
Głowa czarna, czasami z białymi plamkami na potylicy oraz przy  zewnętrznych krawędziach oczu. Przedplecze czarne z nieregularnym, kremowym rysunkiem; pokrywy również czarne z licznymi, dużymi białymi bądź kremowymi plamami.

## Biologia i ekologia
Występuje w tropikalnych lasach deszczowych. Larwy ksylofagiczne, imago żywią się korą oraz sokami wypływającymi ze zranionych drzew.

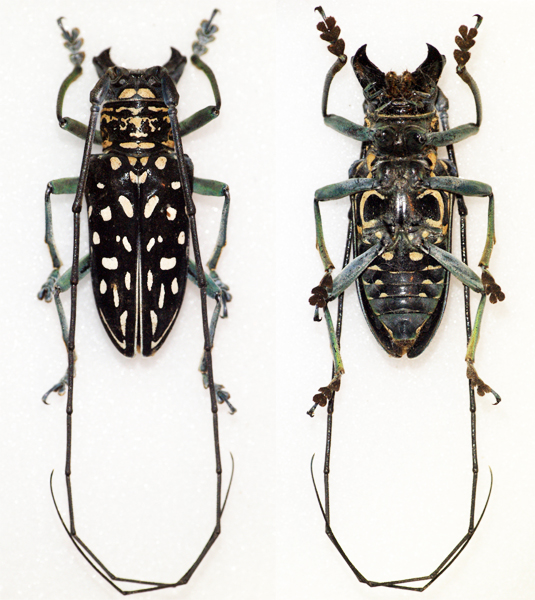